# Konrad Frielinghaus
Konrad Frielinghaus (* 15. Oktober 1907 in Oppeln; † 19. Dezember 1968 in Blida, Algerien), geboren als Konrad Gustav Karl Otto Frielinghaus, war ein diplomierter Bergbauingenieur und Widerstandskämpfer gegen das NS-Regime. In der zweiten Hälfte der 1950er Jahre trat er als Verfasser von Schriften über Belegschaftskooperation und gewerkschaftliche Betriebspolitik in Erscheinung, bevor er 1959 nach Algerien ging, um dort aktiv am algerischen Unabhängigkeitskrieg teilzunehmen. Nach dessen Ende war er unter dem Namen Dejoul in Algerien als Wissenschaftler und Politiker tätig.

## Leben

### Herkunft und Studium
Konrad Frielinghaus ist der Sohn von Otto Frielinghaus (1877–1956). Dieser war Ministerialrat im Preußischen Ministerium für Handel und Gewerbe und später bis 1943 im Reichswirtschaftsministerium tätig. Nach 1945 fungierte er als Banktreuhänder in Nordrhein-Westfalen. Sein Sohn Konrad wurde zunächst durch Privatlehrer und in der Oberrealschule Berlin-Zehlendorf unterrichtet, bevor er ab dem 22. November 1926, im zweiten Halbjahr der Unterprima beginnend, in das von Martin Luserke geleitete reformpädagogischen Landerziehungsheim Schule am Meer auf die ostfriesische Nordseeinsel Juist wechselte, wo Konrad im März 1928 das Abitur ablegte. Er sei bereits als Schüler der Sozialistischen Arbeiter-Jugend beigetreten.
Von 1928 bis 1935 studierte Frielinghaus an der Technischen Hochschule Berlin Bergbaukunde, Betriebswirtschaftslehre und Volkswirtschaft, unterbrochen von einem Jahr im spanischen Bergbau und acht Monaten als Steiger im oberschlesischen Kohlebergbau. 1933 bestand er das Examen als Diplomingenieur in der Fachrichtung Bergbau und war daneben von 1931 bis 1935 Assistent eines Wirtschaftsprüfers, um sich für das Wirtschaftsprüfungsexamen vorzubereiten. Für Einemann war Frielinghaus „das, was man heute "Wirtschaftsingenieur" nennt“.

### Widerstandskämpfer
Leggewie erwähnt auch Frielinghaus Ausbildung spricht aber zugleich von einer nach 1933 noch fortbestehenden Arbeit in einem Statistikbüro, in dem er an der Ausarbeitung des nationalsozialistischen Wirtschaftsplans beteiligt gewesen sei. Zugleich aber herrscht in allen Quellen Einigkeit darüber, dass er seit 1933 im Widerstand gegen das Naziregime aktiv war. Frielinghaus war Mitglied in der Gruppe Neu Beginnen und gehörte 1935 zu den Opfern des ersten Schlags der Gestapo gegen diese Organisation. Er, der 1935 in erster Ehe Ursula Lübke geheiratet hatte, wurde verhaftet und 1936 „wegen Vorbereitung zum Hochverrat verurteilt. Er erhielt zweieinhalb Jahre und sechs Monate Zuchthaus, drei Jahre ‚Ehrverlust‘, ein Berufsverbot und es wurde ihm sein Diplom-Titel aberkannt.“
1938 kam Frielinghaus frei und erhielt eine Anstellung bei den Vereinigten Stahlwerken, zunächst in Dortmund, ab 1940 dann in Siegen. In beiden Orten, so Leggewie, sei er weiterhin illegal politisch tätig gewesen und deshalb nach einer erneuten Verhaftung 1942 in ein Strafbataillon vor Leningrad abkommandiert worden. Im Januar 1943 wurde Frielinghaus schwer verwundet. Nach seiner Genesung erfolgte seine Versetzung nach Italien, wo er gegen Kriegsende zu den Partisanen überlief.

### Die Jahre 1945 bis 1959
Von September 1945 an arbeitete Frielinghaus als Bergbauingenieur bei der Gelsenkirchener Bergwerks-AG. Kurz darauf trat er der Gewerkschaft IG Bergbau und Energie bei und begann als Mitglied der KPD seine politischen Aktivitäten fortzusetzen. Ab 30. Oktober 1946 vertrat er als Stadtverordneter die KPD im Bochumer Wohnungsausschuss und war dann auch deren Vertreter im Stadtrat. 1947 heiratete er in zweiter Ehe die Lehrerin Käthe Großmann.
In den Jahren 1948/1949 arbeitete Frielinghaus als Angestellter bei der Hauptverwaltung der IG Bergbau und Energie in Bochum. Warum er dort ausschied, ist in den Biographien nicht eindeutig beschrieben. Leggewie spricht von Nachteilen, die ihm aus seiner KPD-Zugehörigkeit erwachsen seien, und spricht von einem der ersten Berufsverbote nach dem Krieg, das über ihn verhängt worden sei. Ihm sei „in einem jahrelangen Entschädigungsverfahren eine Erwerbsminderung von 50 Prozent zuerkannt“ worden und er habe eine Rente als Nazi-Verfolgter  bezogen. Da dies zum Leben nicht gereicht habe, habe er sich als Schweißer durchschlagen müssen, zuletzt bei den Düsseldorfer DKW-Werken.
Frielinghaus engagierte sich früh gegen eine Wiederbewaffnung der Bundesrepublik und gehörte 1949 zusammen mit Adolf von Hatzfeld zu den Initiatoren des Vorläufigen Komitees der Friedensbewegung in Westdeutschland. Über diese frühen Vorläufer der deutschen Friedensbewegung schreibt Lothar Rolke unter Berufung auf Ernst Richert: „1949 bildeten sich die KP-orientierten “Vorläufigen Komitees der Friedensbewegung”, in die die Ausschüsse der Volkskongressbewegung ‘eingegliedert’ worden sind. Aus den “vorläufigen Komitees...” sind dann offenbar die Komitees der Volksbefragungsaktion in Anschluß an den Essener Kongress geworden.“ Frielinghaus und von Hatzfeld werden in dem Aufruf des Komitees vom Jahreswechsel 1949/1950, der sich gegen die Remilitarisierung Deutschlands wandte und sich als Appell zur Sicherung des Weltfriedens verstand, als dessen Verantwortliche genannt. Die Gefährdung des Weltfriedens wird darin aus einer rein pro-sowjetischen Sicht beschrieben.

„Weil wir den Frieden wollen, suchen wir Freundschaft zu allen Völkern.
Weil wir den Frieden wollen, bekämpfen wir den "Antisowjetismus, die Grundtorheit unserer Epoche" - wie ihn Thomas Mann genannt hat - den Antisowjetismus, der unser deutschen Volk in den für uns so unheilvollen zweiten Weltkrieg stürzte.
Die Sowjetunion und die zum Sozialismus fortschreitenden Völker haben längst erkannt - was unser Volk noch nicht in vollem Maße erkannt hat -, daß der Fortschritt in eine glückliche Zukunft nur durch zähen Kampf für die Verwirklichung eines dauerhaften Friedens erreicht wird.
Während in den USA Atombomben angehäuft werden, wird in der Sowjetunion die Atomenergie zur Fruchtbarmachung von Steppen und Oedland verwandt und damit zur Lebens- und Glücksquelle der Nation. Wir erkennen, daß die Völker im Osten mit lebendiger, immer stärkerer Kraft an einer verheißungsvollen Zukunft bauen während in den kapitalistischen Ländern die Furcht vor neuen Kriegen und vor der Arbeitslosigkeit wächst, weil die gewaltigen industriellen Kräfte und die Fähigkeiten der Menschen in dauernd steigendem Maße für eine glänzende Luxusproduktion einerseits und Rüstungsproduktion andererseits eingesetzt werden.
Um ihre Kriegsvorbereitungen zu begründen, durch die sie der Krise und dem Zusammenbruch ihres Wirtschaftssystems ausweichen wollen und um ihre Kriegsvorbereitungen vor den Völkern zu rechtfertigen, unterschieben die Staatsmänner der Atlantikpakt-Mächte der Sowjetunion kriegerische Absichten. Die Wahrheit ist aber, daß die sowjetischen Staatsmänner und die der Volksdemokratien und Chinas den Krieg verabscheuen, daß sie ihre Völker vor neuen blutigen Auseinandersetzungen bewahren wollen und bei allen Verhandlungen für den Frieden wirken.“

Für das KPD-Mitglied Frielinghaus war ein derartiges Verständnis nicht ungewöhnlich, doch Leggewie schreibt, dass er spätestens nach dem KPD-Verbot von 1956 in Konflikt mit seiner Partei geriet, der er vorgeworfen habe, sich zum einen kampflos dem Verbot gefügt und sich andererseits in einen von der Basis abgeschotteten Funktionärskörper verwandelt zu haben. Seine Frau Katja, die ebenfalls der KPD angehörte und einer Tätigkeit bei Parteivorstand nachging, war bereits 1954 entlassen worden.

„In dieser Zeit entstanden seine Schriften zur »selbstbestimmten Belegschaftskooperation gegen kapitalistische Hierarchie und Bürokratie«, kurz gesagt, ein Modell betrieblicher Demokratisierung und Selbstverwaltung auf der theoretischen Basis des II. Kapitels im Marxschen »Kapital«. Bei diesem Modell ging es ihm hauptsächlich um konkrete politische Schritte: Seine Leitidee war die Erneuerung der Arbeiterbewegung »von unten«.“

Im Nachruf auf Konrad Frielinghaus in den Heidelberger Blättern wird auf den „weltgeschichtlich neuen Situationszusammenhangs des Imperialismus im Stadium von Konkurrenz und Koexistenz“ verwiesen, in dem die Befreiungskämpfe der Dritten Welt eine zunehmend bedeutsamere Rolle spielen. In diesem Kontext habe Frielinghaus „die selbstbestimmte Belegschaftskooperation als den politischen Ansatz [begriffen], der sich an dem entscheidend neuen innerkapitalistischen Widerspruch von der Kooperation der Arbeiter und ihrer sozialen Kombination durch das Kapital festmacht – in seinen Erscheinungsformen von Belegschaftskooperation einerseits – kapitallstischer Hierarchie und Bürokratie andererseits“. Während Leggewie die unabhängig gewordenen ehemals kolonisierten Länder als Orte ansieht, die Frielinghaus als Schauplätze für die Umsetzung seiner Vorstellungen vorstellte, interpretiert Einemann ihn eher systemimmanent. Er sieht Frielinghaus als Begründer der „Human-Relations-Bewegung, die auf die Einbindung der Arbeitnehmer setzt“, der kritisierte habe, „dass zwar die Vertreter des Kapitals, nicht aber die der Arbeitnehmer die Potentiale der "Produktivkraft Kooperation" erkannt haben. Er forderte aus Arbeitnehmer-Sicht die Nutzung der Chancen der (aus der Funktionslogik heraus erforderlichen) Belegschafts-Kooperation vor allem zum Abbau von Hirarchie und zur Verlagerung der innerbetrieblichen Macht auf die Seite der Produzenten. […] Frielinghaus wollte diesen Machtzuwachs für die Arbeitnehmer, mehr Transparenz und den Zwang zum Aushandeln von Bedingungen; am Ende sollte eine grundlegende Verbesserung der Situation der abhängig Beschäftigen stehen. Es geht ihm um die "Verwirklichung eines konkreten Programms ökonomischer und sozialer Fortschritte".“
Folgt man Einemann, dann ist es konsequent, dass die inzwischen illegale KPD Konrad Frielinghaus 1959 „wegen »Rechtsabweichung«“ ausschloss, klangen seine Vorstellungen doch zu sehr nach sozialdemokratisch-refomistischer Mitbestimmung statt nach revolutionärer Umgestaltung des kapitalistischen Wirtschaftssystems. Frielinghaus, der auch mit den Kofferträgern Johannes und Gertrud Gorlas befreundet war, ging seinen eigenen Weg und zog 1959 mit 52 Jahren in den algerischen Unabhängigkeitskrieg.

### An der Seite des FLN in Algerien
Über die genauen Motive von Frielinghaus ist nichts bekannt. Leggewie vermutet eine „politische und persönliche Sackgasse“, die ihn getrieben habe könnte. Nicht bekannt ist auch, welche Vorstellungen er hatte über seinen Beitrag zum Kampf der Algerier für ihre Unabhängigkeit. Aus den Berichten von Si Mustapha-Müller weiß man, dass die Algerier wenig Interesse an ausländischen Kämpfern hatten, aber immer wieder Spezialisten für unterschiedliche Aufgaben benötigten. Frielinghaus war ein solcher Spezialist, vielleicht eher einer, der durch Zufall in diese Rolle hineinschlidderte.

„Die des Französischen bisweilen nicht ganz mächtigen Algerier verstanden seine Berufsangabe allzu wörtlich. Bergbauingenieur heißt im französischen: ingénieurs des mines – doch die Logistikexperten des Oberst Boussouf hörten nur ein Wort: Minen, und machten Frielinghaus zum Waffenexperten. In dieser Rolle war er sowohl beim Aufbau der Waffenfabriken als auch bei sonstigen Unternehmungen zur Beschaffung und Weiterverteilung von Material an die kämpfende Truppe beschäftigt.“

Die von Frielinghaus im marokkanischen Hinterland mit aufgebauten Waffenfabriken waren dann die, in denen auch die von Georg Jungclas und Michel Raptis rekrutierten Brigasdisten ihren Beitrag zur algerischen Unabhängigkeit leisteten.
Analog zu den Kofferträgern existiert in Frankreich auch noch der Begriff der Pieds-rouges (rote Füße), mit dem Menschen aus dem linken Spektrum bezeichnet wurden, die nach der Unabhängigkeit nach Algerien gingen, um sich vor Ort für den Wiederaufbau und die Entwicklung des Landes einzusetzen. In diesem Sinne ist auch Konrad Frielinghaus, Dejoul, wie er sich in Algerien nannte, ein pied-rouge, denn er blieb nach der Unabhängigkeit in Algerien, um sich am Aufbau des Landes zu beteiligen. Er bezog als ehemals aktiver ALN-Kämpfer eine Unterstützung durch die algerische Regierung, zog sich aber nicht aufs Altenteil zurück, sondern bemühte sich um die Industrialisierung des Landes. Er versuchte, eine deutsch-algerische Entwicklungsgesellschaft zu gründen, um westdeutsche Investoren für Algerien zu gewinnen und „kümmerte sich um die Facharbeiter- unnd Lehrlingsausbildung“. Erfolge konnte er damit allerdings erst nach dem Militärputsch von 1965 erringen, bei dem Ahmed Ben Bella gestürzt wurde und Houari Boumedienne an die Macht kam. In der Folge dieses Putsches folgte eine Neuausrichtung der algerischen Politik mit dem Fokus auf eine verstärkte Industrialisierung des Landes, und „Frielinghaus wurde nun Leiter einer Planungsabteilung in dem staatlichen Bergbaukonzern SONAREM“. Ideologisch machte er sich für einen Sozialismus stark, der alle Strömungen „ausmerzt“, die „von ideologischen, taktischen und strategischen Traditionen der sozialistischen Bewegung in Europas und den dortigen Klassenkampfsituationen geprägt sind“. Auch die unter Ben Bella noch vorangetriebenen Selbstverwaltungsstrukturen lehnte er als westeuropäisch geprägte Modelle ab, die für Algerien ungeeignet seien.
Konrad Frielinghaus verstarb am 19. Dezember 1968 an den Folgen eines Autounfalles in der Nähe von Algier.

## Spuren
Auf der Webseite Widerspruch und Widerstand: Konrad Frielinghaus heißt es über Frielinghaus: „Konrad Frielinghaus wurde zum einflussreichen Initiator einer Weiterentwicklung der Theorie der selbstbestimmten Belegschaftskooperation der arbeits- und industriesoziologischen Schule um Hans Paul Bahrdt. Seine Spuren finden sich bis heute in der Literatur.“ Über die Heidelberger Blätter und Brocks Neuausgabe von 1984 hinaus, sind diese Spuren nicht zu finden. Im Nachruf der Heidelberger Blätter heißt es: „Im übrigen kann es nur der Herausgabe des FRIELINGHAUS'schen Werkes vorbehalten sein, die anderen Zusammenhänge seiner Arbeiten vorzustellen und sie auf ihre revolutionär zu aktualisierende Relevanz hin durchzuarbeiten.“ Zu einer solchen kritischen Herausgabe der Schriften von Frielinghaus ist es nie gekommen.
Wenig Informationen gibt es auch darüber, in welcher Weise er sich 1962, wo er ja in Algerien weilte, in die politische Diskussion in Deutschland einbrachte, denn sein Name taucht im Zusammenhang mit der Gründung der Sozialwissenschaftlichen Vereinigung Duisburg auf, in der sich viele bekannte linke Sozialdemokraten zusammenfanden.

„Um der betriebsnahen Bildungsarbeit in den Gewerkschaften trotzdem eine breitere theoretische und organisatorische Basis zu verschaffen, gründeten im Frühjahr 1962 Peter von Oertzen, Reinhard Hoffmann, Siegfried Braun, Konrad Frielinghaus, Burkhard Lutz, Jürgen Seifert, Adolf Brock, Konrad Thomas, Thomas v.d. Vring, Karsten Kullman, Wolfgang Hindrichs u. a. die „Sozialwissenschaftliche Vereinigung Duisburg e. V.“, die vom Frühjahr 1962 bis zum Februar 1967 regelmäßig die  „Arbeitshefte“ herausgab. Der Schwerpunkt dieser „internen Mitarbeiterbriefe“ war der Produktionsbetrieb. Die Redaktion lag bis April 1965 bei Peter von Oertzen. Danach war für die „Arbeitshefte“ ein Redaktionskollegium verantwortlich, dem u. a. Michael Vester, Hans Peter Riesche, Thomas Leithäuser und Wolfgang Hindrichs angehörten.“

Frielinghaus „Biografie motivierte den Filmemacher Alexander Kluge zu einem Filmprojekt, das über die Recherche aber nicht hinausgelangte“.

## Leistungen
Konrad Frielinghaus war Inhaber eines Patents:
- Patent  DE714182C: Wanderpfeiler. Angemeldet am 25. Februar 1940, veröffentlicht am 2. Dezember 1941, Erfinder: Konrad Frielinghaus.‌

## Werke
- Der Wettbewerb der Gesellschaftsordnungen und die kapitalistischen Gesetzmäßigkeiten (1962)
- Gewalt und gesellschaftlicher Fortschritt, in: Periodikum für den wissenschaftlichen Sozialismus. Eine internationale Monatszeitschrift, Universum Verlag, Heft 22, Januar 1962.
- Industrielle Entwicklung in Algerien, in: atomzeitalter, Heft 1, Januar 1966.
- Heidelberger Blätter. Zeitschrift für Probleme der Arbeit und Gesellschaft, Nov. 1969-April 1970. Während der Vorbereitung und Drucklegung dieses Heftes verstarb Konrad Frielinghaus. Die Redaktion widmete ihm deshalb dieses Heft und würdigt ihn als „Initiator für die aktuelle, politisch-theoretische Weiterbildung der frühen Kooperationsansätze von J.P. PROUDHON, KARL MARX u. a. und der Ergebnisse der arbeits- und industriesoziologischen Schule um HANS PAUL BAHRDT zur Theorie der selbstbestimmten Belegschaftskooperation.“ Das Heft enthält neben einem
  - Nachruf auf Konrad Frielinghaus, S. 5–7, auch Beiträge von ihm selber:
  - Belegschaftskooperation, S. 112–159 (Der Aufsatz stammt von 1957)
  - zusammen mit Günter Hillmann und anderen: Belegschaftskooperation und gewerkschaftliche Betriebspolitik, S. 160–202 (Der Aufsatz stammt von 1963)
  - Bürokratisierung oder Belegschaftskooperation, S. 203–210
- Belegschaftskooperation als Basis der Demokratisierung von Wirtschaft und Gesellschaft: drei Schriften von Konrad Frielinghaus. Belegschaftskooperation. Die Hierarchie in die Belegschaft einschmelzen. Über die Kugel, herausgegeben von Adolf Brock in der Reihe Arbeitspapiere, Bremen Kooperation Universität Arbeiterkammer, Bremen 1984.